# Peripsyllopsis obsoleta
Peripsyllopsis obsoleta är en insektsart som först beskrevs av Mathur 1975.  Peripsyllopsis obsoleta ingår i släktet Peripsyllopsis och familjen rundbladloppor. Inga underarter finns listade i Catalogue of Life.